# Christoph Labhart
Christoph Labhart (* 1644 in Steckborn; † 1695) war ein bedeutender Glyptiker (Glas- und Bergkristallschneider) der Barockzeit.

## Leben und Wirken
1671 bis 1679 war Christoph Labhart am Hof des Johann (Nassau-Saarbrücken) († 1677) tätig. Er erstellte ein 142 cm breites und 79 cm hohes Edelstein-Relief für dessen Sohn Georg August. Georg Augusts Witwe verkaufte das Relief später nach Merseburg, wo es der Sammlung Augusts des Starken einverleibt wurde und so heute in Dresden im Grünen Gewölbe hängt.
Nach Johannes’ Tod wurde Labhart an den Hof des Landgrafen Karl von Hessen-Kassel berufen und der „Erste der Kasseler Kunst-Schneid-Mühle“.
In seinem Schaffen nahm die Commesso-Technik (Steinschnittart; fugenlos Zusammenfügen) der Prager Schule auf.
Sein bedeutendster Schüler wurde der Niederländer Johann Albrecht Lavilette (1667–1743), der sich auf Porträt-Muschelschnitte und Achat-Kameen spezialisierte.
Nach Christoph Labharts Tod wurde sein Sohn Johann Christoph I. (1695–1742) geboren. Dessen Pate, Johann Caspar Labhart († 1726), vermutlich sein Bruder, war ebenfalls als landgräflicher Edelsteinschneider tätig. Johann Christoph I. wurde ab 1730 fürstlicher, ab 1733 königlich-schwedischer, hochfürstlich-hessischer Edelsteinschneider. Johann Christoph II. (1741 bis nach 1800) wurde ebenfalls Steinschneider.